# أبراهام جبرائيل يشوع
أبراهام جبرائيل يشوع (بالعبرية: אברהם ב. יהושע‏) (1936 - 2022)، أديب وكاتب مسرحي إسرائيلي من مواليد القدس وشهرته «בולי - بولي». درس الأدب والفلسفة في الجامعة العبرية. واشتغل بالتدريس في المدارس الثانوية وفي الجامعات.
تحظى أعمال «يشوع» بشهرة كبيرة في إسرائيل والعالم، وقد وصفته صحيفة «نيويورك تايمز» الأمريكية بأنه «فوكنر» الإسرائيلي وذلك لقدرته الخاصة على التعبير عن الوضع الإسرائيلي العام. ويكتب «يشوع» بأسلوب مخالف لتيار الوعي، ومن خلال هذا الأسلوب يريد أن يصل إلى نتيجة مفادها أن الغريزة الإنسانية تهدد الأشخاص المتحضرين.

## مواقفه السياسية
ويعرف عن «يشوع» مواقفه الصارمة إزاء سياسة الحكومة في الأراضي المحتلة، وهاجمها في منتديات كثيرة خارج إسرائيل مما أدى إلى توجيه انتقادات كثيرة له بأنه لايجرى حواراً متعمقاً داخل إسرائيل حول هذه الموضوعات ويجريه في أجواء مريحة بالنسبة له خارج إسرائيل، وكان من الموقعين على مبادرة «چنيف».
عبر الأديب الشهير عن انفصال الإسرائيليين عن اليهود في الشتات وبالذات في الولايات المتحدة الأمريكية. وهو ما اعتبره اليهود الأمريكيون إهانة مباشرة لهم، وبل تمردا عليهم، هم الذين تسببوا في بقاء إسرائيل علي قيد الحياة كل هذه السنوات. قال يشوع أمام جمهور اللجنة اليهودية الأمريكية الذين كانوا حاضرين الندوة: يتم تحديد الهوية وفق الأرض التي يعيش فيها اليهودي، اليهودي الإسرائيلي ليس مثل اليهودي الفرنسي وهو يختلف عن اليهودي الأمريكي. وقال أن اليهودي الذي يعيش في إسرائيل هو ذلك المهتم باستمرار الشعب اليهودي., علي خلاف اليهودي في الشتات، وأن: من لا يعيش في إسرائيل، لا يمتلك هوية يهودية ذات معني، فيما يعني إهانة لليهود الأمريكيين وسبغ القيمة كلها علي اليهودي الإسرائيلي، وهو ما دفع المحرر الأدبي لجريدة نيو ريبابليك، ليون فيزلتير، إلي أن يرد عليه في اللقاء: أنت تختزل اليهودي في الإسرائيلي. مفهوم اليهودي أقدم من دولة إسرائيل كثيرا. هناك دين يهودي وثقافة وأدب يهوديين. كذلك رد عليه المشرف علي الندوة، تيد كوبل: لا يمكنك إلغاء إسهام يهود العالم في استمرار الشعب اليهودي كأمة. هناك شيء ما خاص جدا جدا، عالمي ويمكنك تحديده بسهولة يجمع بين كل اليهود. وهو يتجاوز الأرض. هناك شيء ما مشترك بيننا. ورد يشوع عليه: أفهم الجرح الذي يشعر به الحاضرون الآن. ولكنني أشعر أنه بدأ يحدث انفصال بين يهود الولايات المتحدة وإسرائيل. إسرائيل اليوم، بمشاكلها وأزماتها، هي أقل إثارة للاهتمام، بالاحتلال والصراع والفجوات الاجتماعية والفساد وطرد يهود من بيوتهم. نحن لم نعد القصة الجميلة التي كانت بعد 1967.
أما مدير اللجنة اليهودية الأمريكية ديفيد هاريس فقد قال لجريدة يديعوت أحرونوت أن: يشوع عبر عن موقف صهيوني كلاسيكي يعتبر المنفي شيئا سلبيا غير مرتبط بمستقبل الشعب اليهودي. لم يحظ يشوع بدعم كبير لموقفه. علي العكس، تألم أناس كثيرون من هذا الموقف، الذي يلغي دورهم في تشكيل مستقبل الشعب اليهودي.
و بالإضافة لهذا الألم اليهودي الأمريكي، فقد كان لكلمات يشوع أثر آخر، داخل إسرائيل، حيث كتب ناتان شرانسكي مثلا، وزير القدس السابق وعضو الكنيست الحالي، في صحيفة هاآرتس، مقالا يحلل فيه علاقة الإسرائيليين بيهود الولايات المتحدة علي ضوء من كلام يشوع خرج منه إلي إدانة النظام التعليمي في إسرائيل نظرا لأنه يقطع علاقات إسرائيل بيهود الشتات، وهو ما أدي إلي أن يشعر يشوع، كأي إسرائيلي عادي، أنه ليس مهتما بمصيرهم، غير أنه، علي الجانب المقابل، فثم أسباب تدفع الإسرائيلي إلي الاهتمام بالولايات المتحدة. فمثلا: يصعب تصديق أن هناك إسرائيليين كثيرين لم يتدربوا في الجيش علي السلاح الأمريكي ويشعرون بالأمان أكثر بفضل الكلمات التي يقولها رئيس الولايات المتحدة عن السلاح الإسرائيلي ويعلمون دور يهود الولايات المتحدة في ذلك.
يقول شارانسكي: ليس هناك، ولم تكن هناك أبدا، صهيونية بلا يهودية. مثلما لم يكن هناك أبدا حق للشعب الإسرائيلي في أرض إسرائيل، وإنما تم منح هذا الحق للشعب اليهودي، الشعب اليهودي هو الذي تلقي وعد بلفور وهو الذي تلقي من الأمم المتحدة الحق القانوني في إقامة دولة. وبالإضافة إلي هذا الميل المرضي لدي الصهيونية في نفي الشتات اليهودي، في إنكاره وإعلانها أن اليهودي الجدير بالحياة هو اليهودي المهاجر لإسرائيل، وهو ما تحقق في كلمات يشوع، وبالإضافة إلي ذلك الميل اليميني أيضا لدي بعض الصهاينة في النظر إلي اليهود كلهم باعتبارهم شعبا واحدا، وهو ما تحقق في كلام معارضه، شارانسكي، فإن البعض حاول تفسير كلمات يشوع تفسيرا يساريا، وإدانته علي هذا الأساس، فقال عميرام بركت مثلا في هاآرتس عن يهود الولايات المتحدة أنهم لو كانوا يعلمون شيئا عن الإسرائيليين كانوا سيدركون أن: مفكرين بارزين في إسرائيل يعتبرون إقامة العلاقات مع يهود أمريكا أنانية تضر بجهود المجتمع الإسرائيلي في إعطاء إحساس بالهوية لدي مواطنيها غير اليهود. كانوا سيكتشفون أن البروفيسور مناحيم برينكر على سبيل المثال يعتقد أن عرب أم الفحم واللد هم جزء من الأمة أكثر مما هم يهود مانهاتن أو شيكاغو، والذين تنتمي العلاقة بهم إلي الماضي. هكذا يسخر بركت من كلمات يشوع عن يهود الولايات المتحدة باعتبارها تنتمي إلي ذلك الجزء المدان من اليسار الإسرائيلي والذي يحاول إقامة دولة لكل مواطنيها وتعميق الإحساس بالانتماء للدولة لدي غير اليهود فيها.
هذا، وقد اعتذر يشوع عن كلماته، برغم كونه لم يتراجع عن فحواها، حيث قال في خطاب أرسله لمقررين في اللجنة اليهودية الأمريكية أن: أصداء الأمسية الأولي جعلتني أفهم، للأسف، أن جزءا غير قليل من الجمهور قد شعر بالإهانة من نبرة ملاحظاتي، بل ومن بعض مضامينها. وعبر عن أسفه العميق، غير أنه أكد أنه ليس من جديد في كلماته، وأن كل ما قلته عن الطابع الجزئي للحياة اليهودية في الشتات في مقابل الطابع الكلي للحياة اليهودية في إسرائيل قد قيل من قبل علي مدار السنوات.
و كانت ليشوع، وهو الإسرائيلي من أصل شرقي، والذي لم يعرف بالدبلوماسية في حديثه، من قبل، تصريحات منافية للذوق ضد اليهود خارج إسرائيل، حيث عبر مرة عن احتقاره لهم قائلا أن: يهود المنفي هم مجرد استمناء، أما هنا، في إسرائيل، فهذا هو الأمر الحقيقي.

## رأيه في حماس
- يرى يشوع أن لا سلام في إسرائيل إلا بالاتفاق مع حماس وهو الأمر الذي أوضحه في إحدى مقالاته:

في حرب 1948 قصف الأردنيون القدس الغربية طوال شهرين، وفرضوا عليها الحصار، وقطعوا عن سكانها المياه والكهرباء، فقُتل وجرح من جراء القصف مئات المواطنين، لكن إسرائيل لم تصف الأردنيين بالإرهابيين، وإنما بالأعداء.
وبعد وقف إطلاق النار، دخلت إسرائيل في مفاوضات علنية مع الأردنيين أفضت في النهاية إلى اتفاق الهدنة.
وقبل حرب 1967، قصف السوريون، طوال أعوام، مستوطنات الجليل، فقتلوا وجرحوا المئات؛ ويتضمن دستور حزب البعث السوري بنداً ينص على تدمير إسرائيل. ومع ذلك، لم يحدث أن سمّى الإسرائيليون السوريين إرهابيين، وإنما أعداء، وحتى أنهم وقعوا معهم اتفاقيات، ومن ضمنها اتفاقية فصل القوات بعد. حرب «تشرين» 1973.
كذلك رفع المصريون بقيادة جمال عبد الناصر أكثر من مرة شعار تدمير إسرائيل، وقد كانت تلك هي نياتهم عشية حرب 1967، ومع ذلك لم يتم اعتبار الطاغية المصري في أي وقت من الأوقات إرهابياً، وإنما عدواً. وحتى إن النازيين لم يسمَّوا إرهابيين، فقد ارتكبوا فظائعهم عندما كانوا بالزى العسكرى، مرئيين، ومكشوفين، ومرتبطين بنظام حكم ظاهر ومعروف، كما كانوا العدو الأكثر وحشية في تاريخ الإنسانية، لكن لم يكونوا إرهابيين.
آن الأوان للتوقف عن تسمية حركة «حماس» تنظيماً إرهابياً وتعريفها كعدو، ذلك بأن هذا الاستخدام الطافح بالمبالغة لمفهوم الإرهاب، العزيز على قلب رئيس الحكومة، يعطل القدرة على التوصل إلى اتفاق طويل الأمد مع هذا العدو الشرس. والراهن اليوم إن حركة «حماس» تسيطر على الأرض، ولها جيش، ومؤسسات حكم، وهي تحظى باعتراف دول عديدة في العالم. وهكذا يمكن القول إن المنظمة التي لديها دولة، هي عدو، وليست منظمة إرهابية.
هل التسمية مجرد لعب على الكلام؟ كلا، لأنه يمكن التحاور مع العدو، والتوصل معه إلى اتفاقيات، في حين أنه لا فائدة من التحاور مع «منظمة إرهابية»، ولا أمل بالاتفاق معها. ولذا ثمة ضرورة ملحة لإعطاء الشرعية المبدئية من أجل محاولة التوصل إلى اتفاق مباشر ما مع حركة «حماس»، ذلك بأن الفلسطينيين هم جيراننا إلى الأبد، وهم جيراننا الأقرب، فإذا لم نتوصل معهم إلى اتفاق فصل معقول، فلن يكون لدينا خيار سوى العيش معاً في دولة ثنائية القومية، التي ستكون سيئة وخطرة على الطرفين. وعليه، فإن الاتفاق مع «حماس» مهم ليس فقط من أجل التهدئة على طول الحدود مع قطاع غزة، وإنما من أجل خلق قاعدة لإقامة دولة فلسطينية إلى جانب إسرائيل.
منذ إخلاء قطاع غزة من قبل إسرائيل، بدأت تظهر علامات مقلقة على أن سلطة «حماس» في قطاع غزة تفقد القدرة على تمييز ما هو ممكن وما هو غير ممكن، من هنا فإن الضربات الإسرائيلية لم تؤد إلى تنبيهها وإيقافها عند حدها بل زادت من عدوانيتها المؤذية. ونتساءل ما السبب الذي أدى إلى اندلاع العنف بقوة، وتحديداً بعد الانسحاب الأحادى الجانب من القطاع؟ فهناك متشددون
دينيون في كل مكان من العالم، لكن ليس هناك سلطة متطرفة ترغب في تعريض نفسها، من دون داع، لرد الجيش الإسرائيلى، الذي هو من أقوى الجيوش في العالم.
لذا، كى نفهم «حماس»، وربما أيضاً كى نحاول تغيير سلوكها، ينبغى علينا إقامة حوار حقيقى ومباشر معها. ومثلما أن «التنظيم الإرهابى» لمنظمة التحرير الفلسطينية تحول إلى سلطة فلسطينية، يجدر بنا التعامل مع «التنظيم الإرهابى» الحماسى بصفته حكومة «حماس».
وهناك بالتأكيد تناقض في سلوك المسئولين في حركة «حماس»، فمن جهة، يخالجهم شعور مبرر بالبطولة والشجاعة لأنهم نجحوا في طرد المستوطنين والجيش الإسرائيلى من قطاع غزة بدون شروط، ومن جهة ثانية، لديهم شعور عميق بالإحباط لأن هذا العمل بالذات أفضى إلى حالة حصار شديد داخل مساحة ضيقة منقطعة عن إسرائيل، وعن شعبهم في الضفة الغربية.
وتعتقد «حماس»، بعد أن نجحت في فرض انسحاب الإسرائيليين من قطاع غزة، أن في وسعها طرد الإسرائيليين من باقى «الأراضى المحتلة»، أو على الأقل إجبارهم على رفع الحصار. بيد أن «حماس»، التي لا تثق بإسرائيل، والتي تعتقد أن تقسيم الشعب الفلسطيني إلى قسمين هو في مصلحة إسرائيل، والتي هي على قناعة بأن إسرائيل لن تحاول السيطرة مجدداً على قطاع غزة بدلاً من أن تحاول بناء قطاع غزة اقتصادياً، ووقف العنف وبناء حياة طبيعية (وهكذا ربما إقناع الإسرائيليين بالسماح لهم بالتواصل مع إخوانهم في الضفة الغربية)، اختارت الطريق التي أثبتت من خلالها قوتها في القطاع سابقاً، أي طريق العدوان المستمر.
وعلى الرغم من وقف إطلاق النار، فليس لدى أي من الطرفين شعور بأن هذا سيشكل نهاية دائرة العنف، فالعامل الانتحارى الظاهر الآن في قطاع غزة يمكن أن يجلب، بتشجيع خبيث من إيران، مزيداً من الموت والدمار. وعليه، ينبغى السعى للوصول عن طريق المفاوضات المباشرة، ومن خلال التخفيف من نزعة شيطنة الآخر لدى الطرفين، إلى إطار تسوية بين إسرائيل وحركة «حماس» مبنية على المبادئ الأربعة التالية:
1- موافقة «حماس» على إشراف دولى صارم من أجل جعل قطاع غزة منطقة منزوعة من الأسلحة الهجومية الصاروخية.
2- فتح المعبر بين قطاع غزة ومصر.
3- فتح الحدود مع إسرائيل للسماح بالعبور المراقب للعمال الفلسطينيين.
4- فتح تدريجى للممر الآمن بين قطاع غزة والضفة الغربية، بناء على ما اتفق عليه في أوسلو، في سبيل ترميم الوحدة الفلسطينية قبيل المفاوضات مع إسرائيل، ولا سيما أن السلطة الفلسطينية لا تستطيع التوصل إلى اتفاق سلام مع إسرائيل بدون مشاركة حركة «حماس».

## رسالة مفتوحة لجدعون ليفي
كتب يشوع رسالة للصحفي جدعون ليفي جاء نصها:
جدعون العزيز، أنت تذكر بالتأكيد، انني اعتدت في السنوات الأخيرة الاتصال بك بين الحين والاخر، حتى أثني عليك بسبب ما تكتبه في موضوع التجاوزات الظالـمة التي تلحق بالفلسطينيين في الـمناطق الـمدارة، سواء على أيدي العسكريين أو الـمستوطنين. قلت لك ان قراءتها صعبة جدا، تثقل ضمائرنا، ولكن العمل الذي تقوم به، والصوت الذي تردده مهمان بدرجة كبيرة. اهتممت أيضا بسلامتك الجسدية، لانني علـمت انك تخاطر بحياتك من خلال التوجة إلى اماكن معادية إلى هذه الدرجة. لـم اسالك لـماذا لا تذهب أيضا للـمستشفيات الإسرائيلية ولا تكتب عن حكايات الـمواطنين الإسرائيليين الـمؤلـمة الذين سقطوا ضحية للاعمال الارهابية. قبلت موقفك عندما قلت لي ان هناك صحافيين كثيرين من اجل هذا الغرض، وانك قد اخذت على عاتقك مهمة طرح معاناة الطرف الآخر على الجمهور التي هي مهمة بالغة الأهمية. من خلال هذا الـموقف الذي يبدي الاحترام، اعتبر انه من الصحيح الرد على مقالاتك الأخيرة بصدد الحرب التي نخوضها اليوم، وذلك حتى لا يفقد الصوت الـمتميز الذي تطلقه قيمته الاخلاقية.
عندما قتلت تالي حتوئيل وبناتها الاربع، رحمهن الله، عندما كن في طريقهن من غوش قطيف، حيث كن يسكن، إلى عسقلان ــ صدقت انك تتألـم، مثلنا جميعا لهذا الـموت البشع. ولكن مثل الكثيرين من بيننا، سالت أنت نفسك أيضا لـماذا يتوجب على هؤلاء الإسرائيليين ان يخاطروا بأولادهم في الإقامة الاستفزازية، التي لا فرصة امامها للنجاح، والخطيرة وغير الاخلاقية، في غوش قطيف؟. أي حق يوجد لثمانية آلاف يهودي حتى يصادروا مساحة كبيرة من قطاع غزة الـمكتظ بالسكان، من اجل بناء قرى مزدهرة امام اعين مئات آلاف اللاجئين الذين يعيشون في ظروف صعبة جدا؟.
ورغم انني اعتقد انك قد تألـمت مثلنا جميعا لالـم الأطفال القتلى ورفضت أيضا بصورة سريعة من يلوحون لقتل الأطفال كتبرير اخلاقي لـمواصلة الأعمال الظالـمة، ورغم ذلك لـم تنعت قادة حماس «بمجرمي حرب» كما نعت مؤخرا قادة إسرائيل، ولـم تطالب بعقد محكمة دولية لتقديمهم للـمحاكمة.
عندما سألتك بعد فك الارتباط عن غزة لـماذا يواصلون اطلاق الصواريخ علينا، اجبتني بانهم يريدون منا ان نفتح الـمعابر. سالت ان كنت تعتقد حقا انهم يعتقدون بان اطلاق الصواريخ سيقود إلى فتح الـمعابر، وان كنت تعتقد حقا ان على دولة إسرائيل ان تفتح الـمعابر إليها ومنها امام من يصرحون علانية انهم يرغبون بتدميرها. لـم احصل على رد منك. ولكن رغم ان الـمعابر كانت مفتوحة مرات كثيرة، وعندما اغلقت حدث ذلك بسبب اطلاق الصواريخ، لـم ارك لشدة الاسف، تتبنى موقفا اخلاقيا يقول بان على الغزيين ــ بعد أن طردوا الـمحتل الإسرائيلي عن ارضهم عن حق ــ ان يتوقفوا عن اطلاق النار.
في بعض الأحيان يخطر في بالي انك لست قلقا على الأطفال الـموتى في غزة أو في إسرائيل، وانما تحرص فقط على ضميرك الشخصي. لانك لو كنت تحرص حقا على الأطفال، اطفالنا واطفالهم، لتفهمت العملية الحربية الحالية، التي لا ترمي إلى اقتلاع حماس من غزة، وانما إلى دفعها للإدراك، عبر الطريق الوحيد لشدة الاسف، والذي يؤثر عليها في الوقت الحالي، ان عليها ان تتوقف بصورة قاطعة عن اطلاق النار وعن مراكمة الترسانة الصاروخية خصوصا حتى لا يموت الأطفال الفلسطينيون في مغامرة أخرى لا فائدة منها. والان، ولاول مرة في تاريخهم، يحظى جزء من الفلسطينيين باول قطعة أرض، وانا امل ان لا تكون الأخيرة، التي يفترض بهم ان يقيموا فوقها حكما كاملا ومستقلا. كما انهم ان شرعوا بالبناء والتنمية والتطوير والحرص على جماهيرهم، سيبرهنون للعالـم كله، وخصوصا نحن، انهم مستعدون للعيش بسلام مع محيطهم احرارا طلقاء عندما ينتهي الاحتلال، ولكنهم أيضا يتحملون مسؤولية افعالهم.
هناك شيء ما غير منطقي وسخيف في غضبك وحنقك على النسبة القائمة بين عدد القتلى الفلسطينيين وعدد القتلى الإسرائيليين. من الـممكن الاستنتاج من اقوالك، انهم لو نجحوا في قتل مائة طفل إسرائيلي (فصواريخ القسام كما تعلـم اصابت هي الأخرى الـمدارس ورياض الأطفال، التي كانت فارغة بالصدفة) فمن الـمسموح لنا حينئذ أيضا ان نقتل مائة طفل فلسطيني. أي انك تهتم للـمقارنة العددية بيننا وبينهم أكثر من اهتمامك بالقتل نفسه. خصوصا انك أنت يا جدعون الذي تعيش بين أبناء شعبك، تعرف جيدا اننا لا نقصد قتل الأطفال الفلسطينيين انتقاما لـمقتل اطفالنا. وانما نحاول فقط دفع قادتهم للتوقف عن العدوانية الحمقاء والشريرة هذه، وان الأطفال يقتلون لاسفنا بسبب انتشار مقاتلي حماس بين السكان الـمدنيين بصورة مأساوية ومقصودة. فاتباع حماس يطلقون النار كما تذكر منذ فك الارتباط على الـمدنيين فقط. حتى في هذه الحرب، ولشدة استغرابي، ارى انهم لا يوجهون صواريخهم وقذائفهم نحو التجمعات العسكرية بجانب الحدود وانما يصوبونها مرة تلو الأخرى نحو التجمعات الـمدنية.
ختاما انا اطلب منك ان تواصل الحفاظ على ضميرك وعلى صوتك الأخلاقي الـمتميز. سنحتاج هذا الضمير وهذا الصوت في الـمستقبل أيضا. وفي هذه الأثناء من الأفضل لنا جميعا وللفلسطينيين ولبقية العالـم، ان نتصرف وفقا لـمبدأ «كانت» البسيط: «قم بافعالك فقط وفقا للـمبدأ العلمي، الذي يمكنك عندما تتخذه من ان تأمل بأن يصبح قاعدة عامة لكل بني البشر».
صديقك دائما
إ.ج يشوع

## رأيه في الشاعر الفلسطيني محمود دريش
- كتب مقالة كاملة حول الشاعر الفلسطيني محمود درويش في صحيفة معاريف الإسرائيلية بتاريخ 10 آب 2008م:

كان محمود درويش، وقبل كل شيء، شاعرا كبيرا، ذا قوة شعرية حقيقية. ولقد كان حتى في إمكان شخص مثلي،
ولقد كان حتى في إمكان شخص مثلي، قرأ شعره مترجما لا بلغته الأصلية، أن يكون انطباعا عميقا عن مخزون تصاويره الغنية، ومن الحرية الشعرية التي أجازها لنفسه. لقد ترك درويش إسرائيل طوعًا، وقد أسلفت لذلك دائمًا. أذكره في مؤتمر تضامني عقده الشاعر (يونا بن يهودا)، في سنوات الستين الأخيرة من القرن العشرين، في حيفا، من أجل التماثل مع الشعراء والكتاب العرب في إسرائيل الذين تعرضوا لأموامر الاعتقال وتقييد حرية التنقل. وكان ذلك هو لقاؤنا الأول، وقد أثارت أقواله الحادة انطباعًا قويا لدي. وبعد ذلك عندما علمت أنه ترك إسرائيل من أجل ألا يعود إليها أسفت كثيرا لذلك. لقد بدا لي أنه شريك لائق. صحيح أنه كان صعبًا ونقديًا، غير أن لائق.

## الجوائز التي حصل عليها
حصل «يشوع» على جوائز عديدة من بينها جائزة بيالك وجائزة إسرائيل في الأدب.

## إنتاجه الأدبي
- «מות הזקן – موت العجوز» (1957).
- «מול היערות – أمام الغابات» (1963).
- «שלושה ימים וילד – ثلاثة أيام وطفل» (1963).
- «בתחילת קיץ - 1970 – في بداية صيف - 1970» (1971).
- «לילה במאי – ليلة في مايو» (1975).
- «עד חורף – حتى الخريف» (1975).
- «המאהב – العاشق» (1977).
- «גירושים מאוחרים – طلاق متأخر» (1982).
- «מולכו – مولخو» (1987).
- «מר מאני – السيد مانى» (1990).
- «קנטטת הגירושים – كانتاتا الطلاق» (1991) صياغة جديدة لرواية «طلاق متأخر».
- «כל הסיפורים – كل القصص» (1993).
- «השיבה מהודו – العودة من الهند» (1994).
- «מסע אל תום האלף – رحلة إلى نهاية القرن» (1997).
- «הכללה המשחררת – العروس المريحة» (2001).
- «שליחותו של הממונה על משאבי אנוש – مهمة المسئول عن الموارد البشرية» (2004).
- «העכבר של תמר וגאיה – فأر تامار وجايا» (كتاب للأطفال) (2005).

## وصلات خارجية
- أبراهام جبرائيل يشوع على موقع IMDb (الإنجليزية)
- أبراهام جبرائيل يشوع على موقع الموسوعة البريطانية (الإنجليزية)
- أبراهام جبرائيل يشوع على موقع مونزينجر (الألمانية)
- أبراهام جبرائيل يشوع على موقع ألو سيني (الفرنسية)
- أبراهام جبرائيل يشوع على موقع أول موفي (الإنجليزية)
- أبراهام جبرائيل يشوع على موقع قاعدة بيانات الفيلم (الإنجليزية)
- أبراهام جبرائيل يشوع على موقع كينوبويسك (الروسية)